# Црне фигуре на црвеној подлози
Стил црних фигура се односи на начин осликавања ваза у архајском периоду VI век п. н. е. Стил потиче из Коринта, одакле се проширио целом античком Грчком. Ова техника је цветала док није замењена напреднијом техником црвених фигура, око 530. п. н. е. 
То су композиције са црним силуетама на црвенкастој подлози - природној боји глине. Детаљи су урезани иглом, белом и љубичастом бојом, преко црне боје силуета да се истакну делови. Оваква процедура фаворизује декоративни и дводимензионални ефекат.

## Техника
Грчке вазе су прављене од бледе глине богате гвожђем, која је добијала црвенкасту боју након печења. Осликаване су тако што су исцтраване контуре цртежа, које су касније бојене црном бојом добијеном од прерађене глине. Детаљи су урезивани иглом, тако да су откривали црвенкасту подлогу. Вазе су се затим пекле на температури од око 800°C.
Сликари су морали пазити да фигуре буду раздвојене, јер у овој техници постоји само један план и било какво преклапање би било конфузно. Додавање анатомских детаља је било скоро немогуће и фигуре су остајале на нивоу силуета. 
Поред црне, користиле су се и друге боје, али у мањој мери и углавном за детаље. Избор боја је био ограничен на светле, да би се истицале наспрам црне позадине. Најуобичајенија је била жућкасто-бела, добијена из прочишћене глине без гвожђа и пурпурно-црвена, добијена додавањем оксида гвожђа.

## Стилови и теме
Коринћани су обично осликавали фризове са животињским мотивима до средине VI века п. н. е., када су атински сликари развили софистицирани стил наративне декорације, са темама битки, митских створења и легендарних догађаја.
Стил црних фигура је обично приказивао само силуете. Уметничка слобода је била ограничена грубим алатима. Познато је само неколико имена сликара из овог периода, мада је могућа класификација према стилу осликавања, највероватније делима једне особе или радионице. Најпознатији сликар је Ексекијас, познат по призорима битака. Познати су још Софилос (590-580. п. н. е.) и Андокидес (550-525. п. н. е.)